# Coppet
Coppet je obec na jihozápadě Švýcarska v kantonu Vaud. Leží na břehu Ženevského jezera. Žije zde přibližně 3 200 obyvatel.

## Geografie

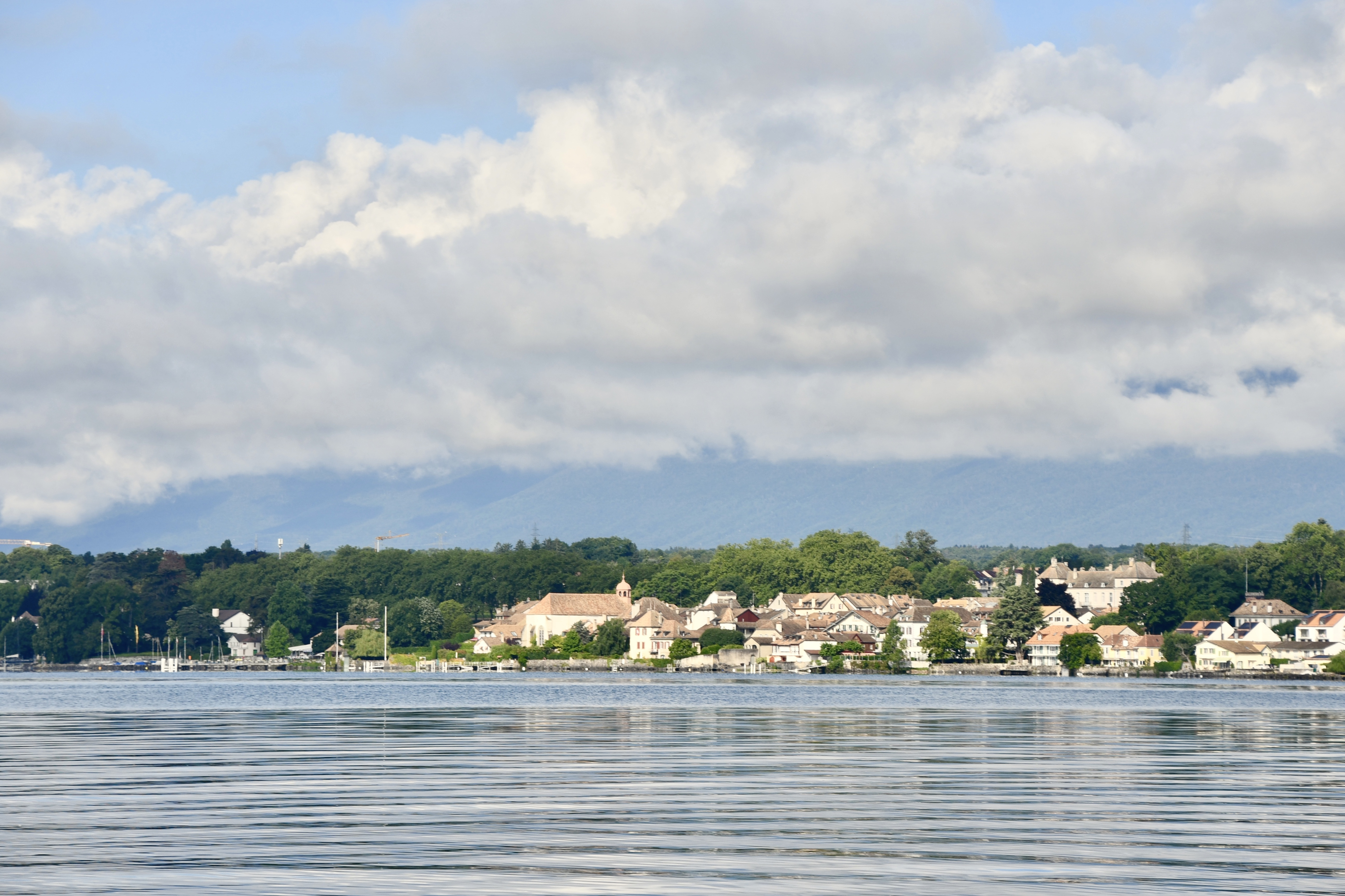
Coppet od Ženevského jezera

Coppet leží v nadmořské výšce 377 metrů na jihozápadě kantonu Vaud, 13 km severoseverovýchodně od Ženevy. Obec se rozkládá na břehu Ženevského jezera, jižně od ústí potoka Greny.
Území obce o rozloze pouhých 1,9 km² tvoří úzký úsek na západním břehu Ženevského jezera. Území obce se táhne od břehu jezera po obou stranách ústí Grenyho potoka směrem na západ přes plochý břeh až na sousední hřeben. Zde dosahuje Coppet svého nejvyššího bodu 425 m n. m.. V roce 1997 bylo 58 % území obce pokryto zastavěnou plochou, 4 % lesy a lesními porosty, 37 % zemědělstvím a o něco méně než 1 % neproduktivní půdou.
Historické centrum Coppet je obklopeno pásem zeleně. Četné nové čtvrti rodinných domů a vil se nacházejí většinou na okraji území obce a sousedí se sídelními oblastmi sousedních obcí Tannay, Commugny a Founex.

## Historie

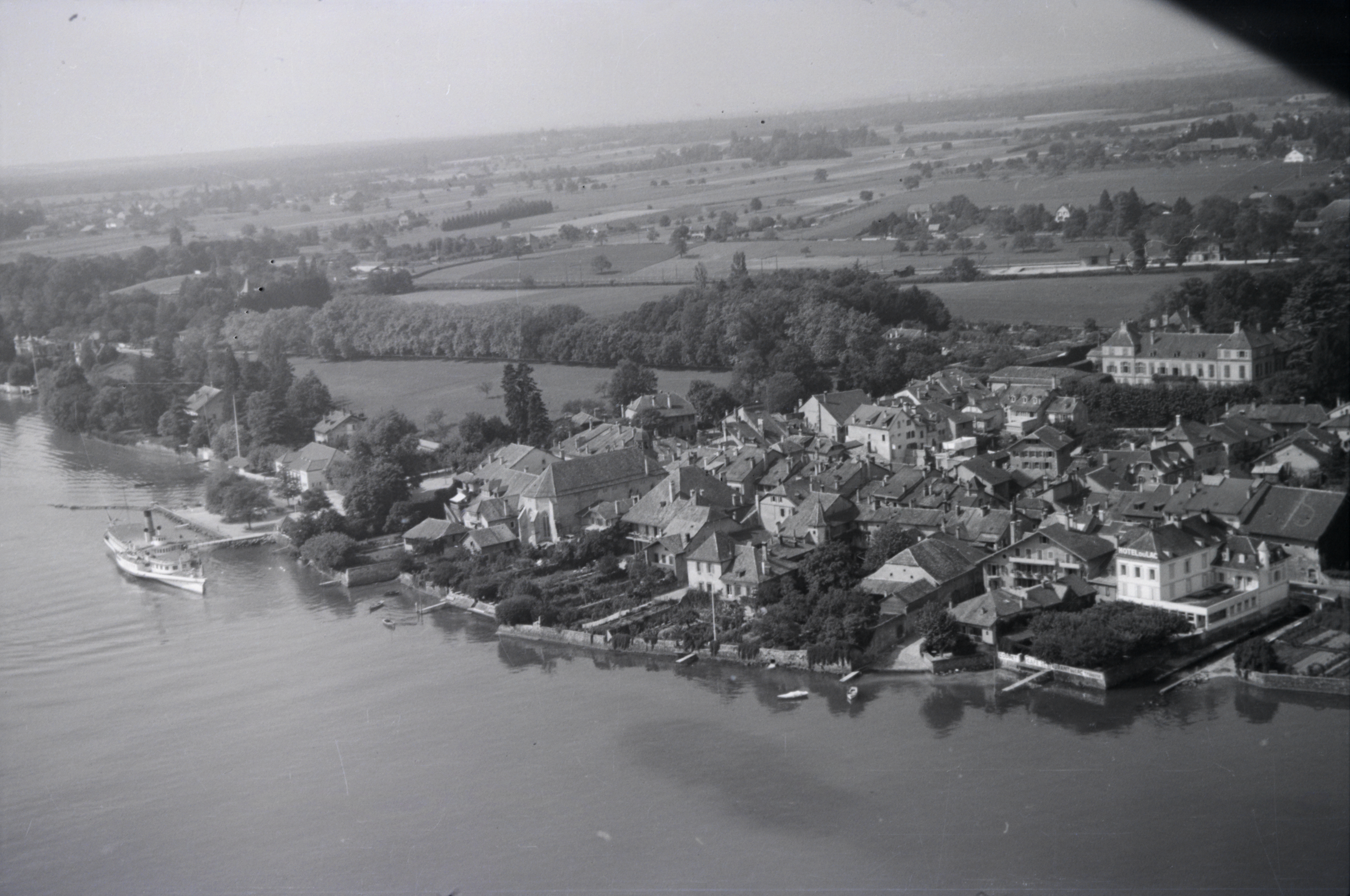
Letecký pohled (1935)

Coppet má velmi dlouhou tradicí osídlení. Na břehu jezera byly nalezeny pozůstatky osídlení z doby bronzové. Jsou zde také stopy z doby římské: milník, pohřební stéla a zbytky vily. Původem je Coppet zemědělská usedlost, která patřila k obci Commugny. Páni z Thoire-Villars získali oblast od savojského rodu v roce 1271 a založili zde hrad a tržní městečko Coppet, kterému byla od počátku udělena městská práva. Město se v listinách poprvé objevilo v roce 1294 pod názvem Copetum, v roce 1347 se objevil pravopis Copet.
V roce 1314 se Coppet dostal pod vládu šlechtického rodu Allamandů. V roce 1484 vévoda Savojský spojil Coppet s dalšími lény a povýšil jej na baronství. Po dobytí Vaudu Bernem v roce 1536 se městečko dostalo pod správu panství Nyon. Baronství Coppet, které několikrát změnilo majitele, však stále mělo vrchnostenskou pravomoc. Jako město na hranici mezi oblastmi Vaud a Pays de Gex těžil Coppet z dopravního průmyslu. Po pádu Staré konfederace patřil Coppet v letech 1798–1803 v období Helvétské republiky ke kantonu Léman, který byl poté, když vstoupila v platnost mediační ústava, sloučen s kantonem Vaud. V roce 1798 byl přiřazen k okresu Nyon a v roce 1803 se stal hlavním městem okresu. Za dob spisovatelky Germaine de Staël, která na zámku v napoleonské éře shromažďovala osobnosti politického a intelektuálně-literárního významu, získal Coppet evropské renomé.

## Obyvatelstvo
| Vývoj počtu obyvatel | Vývoj počtu obyvatel | Vývoj počtu obyvatel | Vývoj počtu obyvatel | Vývoj počtu obyvatel | Vývoj počtu obyvatel | Vývoj počtu obyvatel | Vývoj počtu obyvatel | Vývoj počtu obyvatel |
| -------------------- | -------------------- | -------------------- | -------------------- | -------------------- | -------------------- | -------------------- | -------------------- | -------------------- |
| Rok                  | 1764                 | 1850                 | 1900                 | 1950                 | 1960                 | 1970                 | 2000                 | 2016                 |
| Počet obyvatel       | 450                  | 471                  | 561                  | 616                  | 774                  | 1097                 | 2360                 | 3151                 |

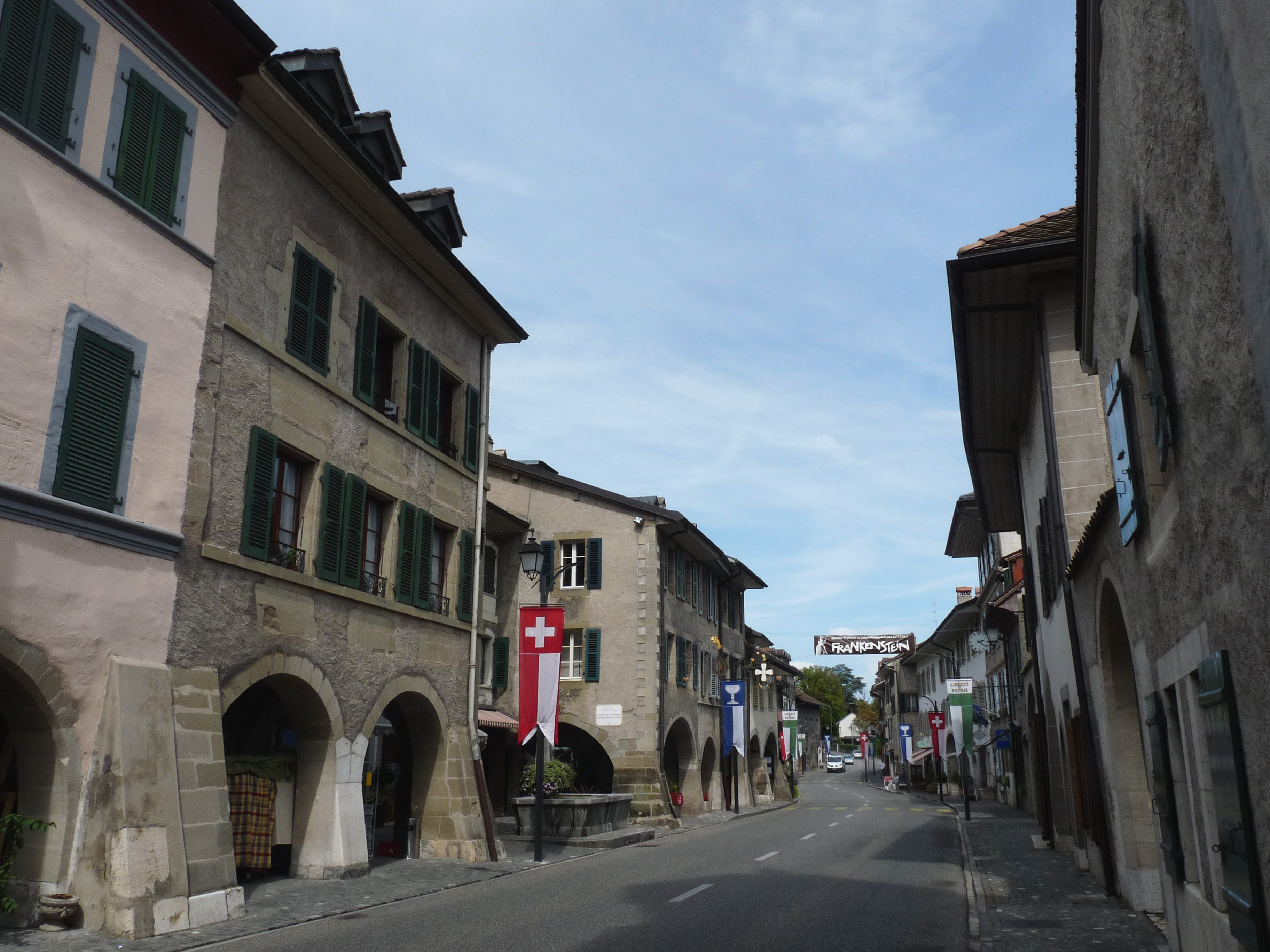
Historické centrum obce

Z celkového počtu obyvatel je 71,1 % francouzsky mluvících, 10,5 % anglicky mluvících a 7,3 % německy mluvících (stav v roce 2000). Zejména po roce 1960 došlo díky intenzivní výstavbě k výraznému nárůstu počtu obyvatel.

## Hospodářství
Coppet byl po dlouhou dobu malým městem, které se vyznačovalo zemědělstvím. Od 14. do 19. století byl využíván pískovcový lom. Postupem času se zde rozvinul průmysl, zejména hodinářství od konce 18. století. Dnes má zemědělství jen malý význam; v okolí se pěstuje vinná réva a je zde orná půda. Pracovní příležitosti jsou k dispozici v obchodě a především ve službách. V posledních desetiletích se Coppet díky své atraktivní poloze u Ženevského jezera rozvinul v rezidenční obec. Většinu pracovní síly tvoří lidé dojíždějící za prací (asi 60 %), kteří pracují především v Ženevě. V Coppetu se nachází střední škola.

## Doprava
Obec má nadstandardní dopravní spojení. Leží na hlavní silnici č. 1, která vede ze Ženevy podél jezera do Lausanne. Dálniční křižovatka Coppet na dálnici A1 (Ženeva–Lausanne) je od obce vzdálena asi 4 km. Železniční trať z Morges do Coppet, součást hlavní trati SBB Lausanne–Ženeva, byla uvedena do provozu 14. dubna 1858 a její pokračování do Versoix bylo otevřeno 21. dubna téhož roku. Veřejnou dopravu zajišťuje několik autobusových linek provozovaných společností Transports publics régionaux Nyon, které jezdí z Coppet mimo jiné do Divonne-les-Bains a Nyonu.